# Toshio Matsuura
Toshio Matsuura (jap. 松浦 敏夫 Matsuura Toshio; ur. 20 listopada 1955 w Jokohamie) – japoński trener piłkarski, były piłkarz występujący na pozycji napastnika, reprezentant kraju.

## Kariera klubowa
Od 1978 do 1991 roku występował w klubie NKK.

## Kariera reprezentacyjna
W reprezentacji Japonii zadebiutował w 1981. W reprezentacji Japonii występował w latach 1981–1987. W sumie w reprezentacji wystąpił w 22 spotkaniach.

## Statystyki

### Klubowe
| Sezon              | Klub               | Liga               | Liga    | Liga   | Puchar kraju | Puchar kraju | Puchar ligi | Puchar ligi | Suma    | Suma   |
| Sezon              | Klub               | Liga               | Występy | Bramki | Występy      | Bramki       | Występy     | Bramki      | Występy | Bramki |
| ------------------ | ------------------ | ------------------ | ------- | ------ | ------------ | ------------ | ----------- | ----------- | ------- | ------ |
| 1978               | Nippon Kokan       | JSL Div. 1         | 18      | 3      |              |              |             |             | 18      | 3      |
| 1979               | Nippon Kokan       | JSL Div. 1         | 18      | 6      | 2            | 0            |             |             | 18      | 6      |
| 1980               | Nippon Kokan       | JSL Div. 2         |         |        |              |              | 4           | 3           | 4       | 3      |
| 1981               | Nippon Kokan       | JSL Div. 2         |         | 14     |              |              | 0           | 0           |         | 14     |
| 1982               | Nippon Kokan       | JSL Div. 1         | 18      | 2      | 2            | 2            | 3           | 2           | 23      | 6      |
| 1983               | Nippon Kokan       | JSL Div. 2         | 16      | 18     | 4            | 3            | 4           | 6           | 24      | 27     |
| 1984               | Nippon Kokan       | JSL Div. 1         | 18      | 8      | 1            | 0            |             |             | 18      | 8      |
| 1985               | Nippon Kokan       | JSL Div. 1         | 21      | 10     | 3            | 2            | 2           | 1           | 21      | 10     |
| 1986/87            | Nippon Kokan       | JSL Div. 1         | 22      | 14     | 5            | 7            | 2           | 1           | 22      | 14     |
| 1987/88            | Nippon Kokan       | JSL Div. 1         | 21      | 11     | 2            | 0            | 5           | 6           | 21      | 17     |
| 1988/89            | NKK SC             | JSL Div. 1         | 22      | 4      |              | 0            | 1           | 0           | 23      | 4      |
| 1989/90            | NKK SC             | JSL Div. 1         | 19      | 8      | 2            | 0            | 1           | 0           | 22      | 8      |
| 1990/91            | NKK SC             | JSL Div. 1         | 16      | 2      |              |              | 0           | 0           | 16      | 2      |
| Łącznie w karierze | Łącznie w karierze | Łącznie w karierze | 209     | 100    | 21           | 14           | 22          | 19          | 252     | 133    |

### Reprezentacjne
| Reprezentacja Japonii | Reprezentacja Japonii | Reprezentacja Japonii |
| Rok                   | Mecze                 | Gole                  |
| --------------------- | --------------------- | --------------------- |
| 1981                  | 4                     | 1                     |
| 1982                  | 2                     | 0                     |
| 1983                  | 5                     | 0                     |
| 1984                  | 1                     | 0                     |
| 1985                  | 0                     | 0                     |
| 1986                  | 3                     | 1                     |
| 1987                  | 7                     | 4                     |
| Razem                 | 22                    | 6                     |